# Simone Gozzi
Simone Gozzi (Reggio nell'Emilia, 13 aprile 1986) è un calciatore italiano, difensore del Terre di Castelli.
Ha accumulato quasi 300 presenze nel Modena in diversi periodi tra il 2007 e il 2019 e si trova al sesto posto come numero di presenze nel club emiliano.

## Carriera

### Club

#### Gli inizi e gli anni al Modena
Nativo di Campagnola Emilia, cresce nella scuola calcio del suo paese, per poi passare nel settore giovanile della Reggiana, venendo aggregato alla prima squadra nel 2004 ed esordendo ufficialmente tra i professionisti l'anno successivo, in Serie C2. Disputa due stagioni da titolare con la maglia granata, prima di essere ceduto in comproprietà per 340.000 euro al Modena, militante in Serie B.
Dopo la prima stagione disputata da titolare, in cui marca 28 presenze su 42 gare di campionato, Gozzi viene riscattato dal Modena nel giugno 2008 per circa 450.000 euro. Nelle tre stagioni successive rimane titolare della formazione gialloblu, disputando 103 partite e mettendo a segno una rete.

#### Il passaggio al Cagliari e il ritorno al Modena
Il 19 luglio 2011 viene ceduto in prestito con diritto di riscatto al Cagliari.
Fa il suo esordio in Serie A il 20 dicembre nella gara giocata contro il Milan al Sant'Elia, subentrando a dieci minuti dalla fine.
Tornato al Modena vi rimane fino al 16 luglio 2016 quando rescinde il contratto in seguito alla retrocessione in Lega Pro. In otto anni ha messo insieme 262 presenze in B, 3 nei play-off e 2 nei play-out con i canarini.

#### Alessandria e Pro Vercelli
Lo stesso giorno passa all'Alessandria in Lega Pro firmando un contratto biennale con opzione. Il 15 gennaio 2018 viene ceduto in prestito, con obbligo di riscatto in caso di salvezza, alla Pro Vercelli. Il 20 agosto, dopo aver fatto rientro ai grigi ed aver collezionato una presenza in Coppa Italia, si svincola dal club piemontese.

#### Ritorno al Modena e passaggio all'Olbia
Nello stesso giorno in cui si svincola dall'Alessandria, firma con il Modena, scendendo in Serie D e tornando con la società gialloblu dopo due anni. Al termine della stagione non viene riconfermato rimanendo svincolato. Nel settembre 2019 viene ingaggiato dall'Olbia, rimanendo svincolato a fine stagione.

#### Carpi
Nel settembre 2020 firma un contratto annuale con il Carpi che non rinnova alla scadenza rimanendo svincolato.

#### Correggese, Lentigione e Terre di Castelli
Ad ottobre 2021, dopo essersi allenato con per alcuni mesi con l'Athletic Carpi, viene ingaggiato dalla Correggese in Serie D. Chiude l'esperienza a Correggio a dicembre 2022. Pochi giorni dopo lo svincolo, si trasferisce al Lentigione nel medesimo girone di Serie D. Ad agosto 2023, da svincolato, si accasa nella nuova compagine del Terre di Castelli, militante in Eccellenza.

## Statistiche

### Presenze e reti nei club
Statistiche aggiornate al 16 febbraio 2025.
| Stagione                 | Squadra                  | Campionato               | Campionato | Campionato | Coppe nazionali | Coppe nazionali | Coppe nazionali | Coppe continentali | Coppe continentali | Coppe continentali | Altre coppe | Altre coppe | Altre coppe | Totale | Totale |
| Stagione                 | Squadra                  | Comp                     | Pres       | Reti       | Comp            | Pres            | Reti            | Comp               | Pres               | Reti               | Comp        | Pres        | Reti        | Pres   | Reti   |
| ------------------------ | ------------------------ | ------------------------ | ---------- | ---------- | --------------- | --------------- | --------------- | ------------------ | ------------------ | ------------------ | ----------- | ----------- | ----------- | ------ | ------ |
| 2004-2005                | Reggiana                 | C1                       | 0          | 0          | CI-C            | 1               | 0               | -                  | -                  | -                  | -           | -           | -           | 1      | 0      |
| 2005-2006                | Reggiana                 | C2                       | 27         | 0          | CI-C            | -               | -               | -                  | -                  | -                  | -           | -           | -           | 27     | 0      |
| 2006-2007                | Reggiana                 | C2                       | 33+4       | 1+1        | CI-C            | 3               | 0               | -                  | -                  | -                  | -           | -           | -           | 40     | 2      |
| Totale Reggiana          | Totale Reggiana          | Totale Reggiana          | 60+4       | 1+1        |                 | 4               | 0               |                    | -                  | -                  |             | -           | -           | 68     | 2      |
| 2007-2008                | Modena                   | B                        | 28         | 0          | CI              | 1               | 0               | -                  | -                  | -                  | -           | -           | -           | 29     | 0      |
| 2008-2009                | Modena                   | B                        | 33         | 0          | CI              | 2               | 0               | -                  | -                  | -                  | -           | -           | -           | 35     | 0      |
| 2009-2010                | Modena                   | B                        | 31         | 1          | CI              | 1               | 0               | -                  | -                  | -                  | -           | -           | -           | 32     | 1      |
| 2010-2011                | Modena                   | B                        | 39         | 0          | CI              | 0               | 0               | -                  | -                  | -                  | -           | -           | -           | 39     | 0      |
| 2011-2012                | Cagliari                 | A                        | 2          | 0          | CI              | 1               | 0               | -                  | -                  | -                  | -           | -           | -           | 3      | 0      |
| 2012-2013                | Modena                   | B                        | 36         | 3          | CI              | 2               | 0               | -                  | -                  | -                  | -           | -           | -           | 38     | 3      |
| 2013-2014                | Modena                   | B                        | 32+3       | 0          | CI              | 1               | 0               | -                  | -                  | -                  | -           | -           | -           | 36     | 0      |
| 2014-2015                | Modena                   | B                        | 31+2       | 0          | CI              | 2               | 0               | -                  | -                  | -                  | -           | -           | -           | 35     | 0      |
| 2015-2016                | Modena                   | B                        | 32         | 0          | CI              | 0               | 0               | -                  | -                  | -                  | -           | -           | -           | 32     | 0      |
| 2016-2017                | Alessandria              | LP                       | 31+6       | 0+1        | CI+CI-LP        | 1+1             | 0               | -                  | -                  | -                  | -           | -           | -           | 39     | 1      |
| 2017-gen. 2018           | Alessandria              | C                        | 13         | 0          | CI+CI-C         | 2+1             | 0               | -                  | -                  | -                  | -           | -           | -           | 16     | 0      |
| gen.-giu. 2018           | Pro Vercelli             | B                        | 20         | 0          | CI              | -               | -               | -                  | -                  | -                  | -           | -           | -           | 20     | 0      |
| ago. 2018                | Alessandria              | C                        | 0          | 0          | CI+CI-C         | 1+0             | 0               | -                  | -                  | -                  | -           | -           | -           | 1      | 0      |
| Totale Alessandria       | Totale Alessandria       | Totale Alessandria       | 44+6       | 0+1        |                 | 6               | 0               |                    | -                  | -                  |             | -           | -           | 56     | 1      |
| ago. 2018-2019           | Modena                   | D                        | 21+1       | 0          | CI-D            | -               | -               | -                  | -                  | -                  | -           | -           | -           | 22     | 0      |
| Totale Modena            | Totale Modena            | Totale Modena            | 283+6      | 4          |                 | 9               | 0               |                    | -                  | -                  |             | -           | -           | 298    | 4      |
| 2019-2020                | Olbia                    | C                        | 21+2       | 0          | CI-C            | -               | -               | -                  | -                  | -                  | -           | -           | -           | 23     | 0      |
| 2020-2021                | Carpi                    | C                        | 28         | 0          | CI              | -               | -               | -                  | -                  | -                  | -           | -           | -           | 28     | 0      |
| 2021-2022                | Correggese               | D                        | 27+1       | 0          | CI-D            | 1               | 0               | -                  | -                  | -                  | -           | -           | -           | 29     | 0      |
| ago.-dic. 2022           | Correggese               | D                        | 10         | 0          | CI-D            | 2               | 0               | -                  | -                  | -                  | -           | -           | -           | 12     | 0      |
| Totale Correggese        | Totale Correggese        | Totale Correggese        | 37+1       | 0          |                 | 3               | 0               |                    | -                  | -                  |             | -           | -           | 41     | 0      |
| dic. 2022-2023           | Lentigione               | D                        | 17         | 1          | CI-D            | -               | -               | -                  | -                  | -                  | -           | -           | -           | 17     | 1      |
| 2023-2024                | Terre di Castelli        | Ecc.                     | 13         | 0          | CI Ecc.         | 3               | 0               | -                  | -                  | -                  | -           | -           | -           | 16     | 0      |
| 2024-2025                | Terre di Castelli        | Ecc.                     | 5          | 0          | CI Ecc.         | 0               | 0               | -                  | -                  | -                  | -           | -           | -           | 5      | 0      |
| Totale Terre di Castelli | Totale Terre di Castelli | Totale Terre di Castelli | 18         | 0          |                 | 3               | 0               |                    | -                  | -                  |             | -           | -           | 21     | 0      |
| Totale carriera          | Totale carriera          | Totale carriera          | 530+19     | 6+2        |                 | 25              | 0               |                    | -                  | -                  |             | -           | -           | 573    | 8      |

## Palmarès
- Coppa Italia Dilettanti Emilia-Romagna: 1

Terre di Castelli: 2023-2024